# Beautiful Night (Paul McCartney)
Beautiful Night is een nummer van de Britse muzikant Paul McCartney uit 1997. Het is de derde en laatste single van zijn tiende soloalbum Flaming Pie.
"Beautiful Night" gaat over McCartney's verlangen om de nacht door te brengen met de vrouw van wie hij houdt. De eerste versie van het nummer werd al in augustus 1986 opgenomen in New York; deze originele versie verscheen in 2020 op de website van McCartney. Tien jaar later werd het nummer iets aangepast voor McCartney's album Flaming Pie. Op initiatief van Jeff Lynne, die het album produceerde, verzorgde Ringo Starr de drums. McCartney zelf was ook al jaren van plan om iets met Starr te doen, aangezien ze weinig meer samen gemaakt hadden, sinds The Beatles niet meer bij elkaar waren. Volgens McCartney voelde de samenwerking meteen weer als vanouds.
Een halfjaar na het verschijnen van Flaming Pie werd "Beautiful Night" op single uitgebracht. De plaat werd een bescheiden hit in het Verenigd Koninkrijk, waar het de 25e positie behaalde. In Nederland was het succes minder groot met een 75e positie in de Single Top 100.